# Fédération vaudoise des sociétés d'apiculture
La Fédération Vaudoise des sociétés d’Apiculture (FVA) est fondée en 1908 à Lausanne. Elle chapeaute les sections régionales qui sont des sociétés d’apiculture réparties sur le territoire du canton de Vaud. En 2020, il y a 18 sections dans le canton de Vaud.

## Introduction
Selon ses statuts, «la FVA a pour but de grouper en un faisceau vaudois les différentes sociétés œuvrant au développement de l’apiculture. La FVA travaille au maintien et au progrès de l’apiculture dans toutes ses branches. Elle sert d’intermédiaire entre les différentes sociétés et les autorités cantonales ou fédérales suisses, en vue de l’application des lois, règlements ou assurances, ainsi que pour l’obtention et la répartition de subsides ou d’aides à l’apiculture». En tant que fédération cantonale apicole, elle est membre de la Société Romande d'Apiculture (SAR).
Dans le canton de Vaud, elle est principalement en contact avec la «Direction générale de l'agriculture, de la viticulture et des affaires vétérinaires (DGAV)». Elle est également en contact avec l’association agricole Prométerre, dont elle est membre. La FVA était, jusqu’en 2020, également membre de «Vaud Terroirs». Cette association promouvait les spécialités cantonales et réunissait ainsi les artisans de produits du terroir vaudois. Cette association a été dissoute. La responsabilité de la promotion des produits du terroir a été remise au canton de Vaud. «Vaud Promotion»,, qui s’occupe désormais de cette tâche. La FVA a donc suivi cette transition. Les produits soutenus et présentés par Vaud Promotion seront reconnaissables avec la nouvelle marque VAUD+,.

## Comité
Le comité de la FVA est composé de cinq membres, ceux-ci sont nommés pour trois ans par l’Assemblée générale. Elle est constituée par les délégués des sections. Les membres du comité sont rééligibles, toutefois leur mandat en cours ne peut excéder 12 ans. Ils travaillent de manière bénévole. 

### Dicastères
Les membres du comité se partagent les différents dicastères 

#### Présidence
Direction des séances de comité et de l'assemblée des délégués.  

#### Secrétariat
Rédaction des courriers et des procès-verbaux.

#### Finances
Gestion des finances et de la fortune de la FVA.

#### Vulgarisation
Gestion des conseillers apicoles (CA) ainsi que du groupement vaudois des moniteurs éleveurs (ME).

#### Promotion et expositions
Supervision et promotion du label «Miel du Pays de Vaud». Organisation des diverses manifestations de promotion du miel.

#### Contrôle du miel

Label Miel du Pays de Vaud

Gestion des contrôleurs d'exploitation (CE) et contrôle de la qualité du miel pour le label «Miel du Pays de Vaud».

## Sections faisant partie de la FVA
- Les Alpes[14]
- Basse-Broye
- Bière[15]
- Chamossaire[16]
- Cossonay[17]
- Côte vaudoise[18]
- Gros-de -Vaud[19]
- Haute-Broye[20]
- Jorat[21]
- Lausanne[22]
- Lucens
- La Menthue[23]
- Moudon[24]
- Nord vaudois[25]
- Nyon[26]
- Orbe[27]
- Pays d'Enhaut[14]

## Assemblée des délégués
L'assemblée des délégués est convoquée une fois par année par le comité. Tous les apiculteurs peuvent y participer, mais seuls les délégués des sections ont le droit de vote.